# 주영순
주영순(朱永順, 1946년 4월 8일 ~ )은 대한민국의 정치인이다.

## 학력
- 1959년 장산국민학교 졸업
- 1962년 장산중학교 졸업
- 1965년 목포해양고등학교 졸업
- 1966년 육군보병학교 졸업
- 1968년 육군공병학교 졸업
- 1970년 육군포병학교 졸업

### 비학위 수료
- 1994년 연세대학교 관리과학대학원 고위관리자과정 수료
- 1996년 연세대학교 행정대학원 고위정책과정 수료
- 2002년 서울대학교 행정대학원 국가정책과정 수료

## 역대 선거 결과
|  | 42.8% |

|  | 14.66% |

## 같이 보기
- 대한민국 제19대 국회의원 선거 새누리당 후보 목록#비례대표